# Shindō Naomi
Shindō Naomi (進藤 尚美  Tiến Đằng Thượng Mĩ), sinh ngày 9 tháng 11 năm 1972, là một seiyū người Nhật Bản, hiện đang làm việc cho công ty Aoni Production.
Shindō có khả năng đảm nhiệm rất nhiều vai diễn phong phú và hầu như cho đến nay mỗi vai của cô là một phong cách hoàn toàn khác hẳn nhau: từ các cậu bé nhỏ đến nam thanh niên trẻ tuổi, từ các cô gái tính tình dịu dàng, nóng nảy hoặc trầm lặng đến những người phụ nữ trưởng thành mạnh mẽ, quyến rũ hay lập dị... đều được Shindō hoàn thành xuất sắc.
Vai diễn đáng nhớ nhất của cô là Cagalli Yula Athha trong anime lừng danh Gundam Seed cùng phần tiếp nối của nó, Gundam Seed Destiny.

## Vai lồng tiếng

### Anime và phim điện ảnh
- Ah! My Goddess (Yoshida Shohei)
- Beyblade (Kathy Glory)
- Binbou Shimai Monogatari (Echigoya Kinko)
- Bobobo-bo Bo-bobo (Heppokomaru)
- Bokurano (Tanaka Misumi)
- Crush Gear Turbo (Kuroudo Marume)
- Dennō Coil (Aiko)
- Fantastic Children (Conrad, Sess)
- Gaiking Legend of Daiku-Maryu - (Naoto Hayami)
- Gear Fighter Dendoh (Kusanagi Hokuto)
- GetBackers (Ban Mido) (as a child)
- Gun Frontier (Katarina, Sanae)
- Idolmaster: Xenoglossia (Minamoto Chikako)
- Kanokon (Tamamo)
- Kouchuu Ouja Mushiking Super Battle Movie: Yami no Kaizou Kouchuu - Popo
- Macross Zero (OVA) (Aries Turner)
- Mobile Suit Gundam SEED (Cagalli Yula Athha, Eileen Canaver, Birdy (Torii))
- Mobile Suit Gundam SEED Destiny (Cagalli Yula Athha, Torii)
- My-HiME (Shizuru Fujino)
- My-Otome (Shizuru Viola)
- My-Otome Zwei (Shizuru Viola)
- One Piece (Kalifa)
- Pururun! Shizuku-Chan Aha! (Midoriko-san)
- Sonic X (Danny), (Lindsey Thorndyke)
- Sora Kake Girl (Nina Stratoski)
- Stellvia of the Universe (Leila Barthes)
- Tenchi Muyo! Ryo-Ohki (Noike Kamiki Jurai)
- Valkyria Chronicles (Irene Ellet)

### Games
- Another Century's Episode 2 (Marina Carson)
- Another Century's Episode 3 (Marina Carson)
- Battlefield Valkyria: Gallian Chronicles (Irene Ellet)
- Tokimeki Memorial Girl's Side: 2nd Kiss (Todou Tatsuko)
- Samurai Warriors (Ranmaru Mori)
- Samurai Warriors 2 (Ranmaru Mori), (Tachibana Ginchiyo)
- Spartan: Total Warrior (Electra)
- Shin Megami Tensei: Digital Devil Saga 2 (Fred)
- Xenosaga (Dr. Juli Mizrahi)

### Lồng tiếng cho phim nước ngoài
- Thomas the Tank Engine and Friends (Jack the Front Loader)

### Drama CD
- Hayate X Blade (Kamijou Maki)
- Mai-HiME drama CDs (Fujino Shizuru)
- Mai-Otome drama CDs (Shizuru Viola)
- Queen's Blade drama CD 3 (Analista)

## Thông tin khác
- Trước khi chuyển sang làm diễn viên lồng tiếng cô đã từng tham gia các lớp diễn viên kịch nói và biểu diễn khi còn là thiếu niên. Cô còn có bằng kĩ năng thư ký cấp độ 2.[1]
- Sở thích: Tennis, rượu shochu, thịt gà.
- Rất thân với Okiayu Ryōtarō, đồng nghiệp làm cùng trong Aoni Production.
- Nishikawa Takanori, bạn diễn trong Gundam Seed và Gundam Seed Destiny nói rằng cô trông rất giống mẹ anh.
- Tình trạng hôn nhân: Độc thân[2]